# توجيه الصاروخ

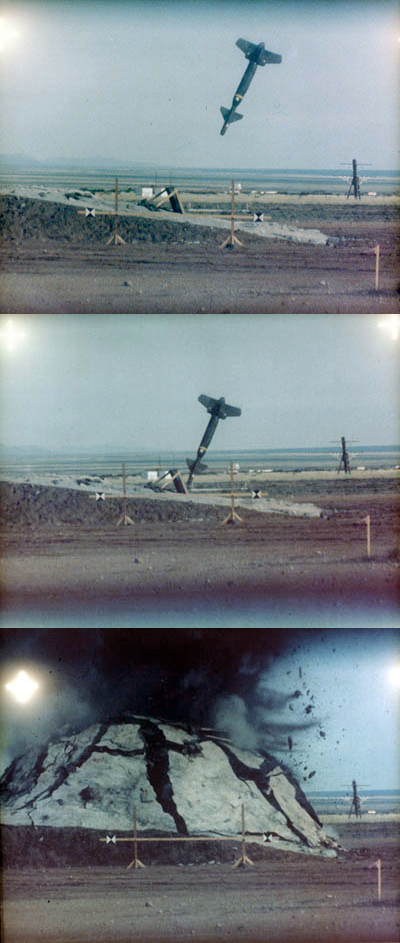
قنبلة موجهة من نوع جي بي يو-24 تضرب هدف تجريبي

توجيه الصواريخ مصطلح يشير إلى مجموعة متنوعة من الأساليب لتوجيه الصاروخ أو  القنبلة  إلى الهدف المحدد. وتعد دقة أصابة الصاروخ للهدف عاملا حاسما لتأثيره.
تقسم هذه التوجيهات التقنية للصاروخ بشكل عام إلى عدة فئات، هي توجيه «نشط»، «سلبي» و «مسبق». تستخدم الصواريخ والقنابل الموجهة أنواع متماثلة من أنظمة التوجيه، والفرق بينهما يكمن في أن الصواريخ تعمل بواسطة محرك على متنها، بينما القنابل الموجهة تعتمد على السرعة وارتفاع الطائرة لتوليد طاقة الدفع لديها.